# Обухов, Евгений Алексеевич
Евгений Алексеевич Обухов (род. 1 июня 1954) — российский филателист и журналист, с 2005 по 2019 годы — главный редактор журнала «Филателия», литератор. Член Союза писателей России, член Московского союза литераторов..

## Биография
После окончания московского пищевого института (МТИПП, 1976) работал инженером, корреспондентом районного радио, служил в Советской Армии.
С 1984 года — заведующий отделом журнала «Филателия СССР» (затем — «Филателия»), в 1990-е годах — специальный корреспондент журнала «Крокодил».
В 1999—2002 и 2003—2005 годах — заведующий отделом юмора (4-й Главный администратор «Клуба 12 стульев») «Литературной газеты». В 2001—2002 годах был автором и ведущим (совместно с С. С. Власовым) телепередачи «Вокруг смеха» (телеканал «Московия», ТВМ).
В 2001—2002 годах — главный редактор газеты «12 стульев», в 2002—2003 годах — журнала «Аншлаг».
С 2005 по 2019 годы — главный редактор журнала «Филателия».

## Награды и премии
Лауреат премии «Золотой телёнок» «Литературной Газеты» («Клуба 12 стульев») (2002 год), премии «Московского комсомольца» («О’балдуй»), премий «Крокодила», «Вечерней Москвы», почётный член Московского союза филателистов. Победитель, лауреат и дипломант литературных и бардовских фестивалей «Песня Булата», «Ёрш», «Умный смех», «Русский Гофман».

## Избранные труды

### Сатира и юмор
- «Почём крокодилы?», Мурманск, 1984 г. 164 с., 15 тыс. экз.
- «Силуэты в золочёных рамах», Мурманск, 1990 г. 176 с., 15 тыс. экз.
- «Жизнь? Кленово!», М., 1993 г. 64 с., 1 тыс. экз.
- «Клуб 12 стульев» (Антология сатиры и юмора XX века), «ЭКСМО», 2001 г. 640 с., 7 тыс. (доп. тиражи 2002, 2008 гг.) — составление (совместно с Ю. Н. Кушаком), предисловие, послесловие.- ISBN 5-04-006965-0, 5-04-003950-6, 5-699-08970-3; 2008 г.
- «Золотой Клуб 12 стульев», «Гранд-Фаир», 2002 г. 364 с., 3 тыс. экз. — составление (совместно с Е. А. Тарасовым), предисловие.
- «Волки почётные» Евгений Обухов, Виталий Песков (серия «Клуб 12 стульев»), «Вече», 2002 г. 304 с., 7 тыс. экз.- ISBN 5-7838-1165-3
- «Стулья в интерьере», «ЗАО РИФМЭ», 2003 г. 274 с., 3 тыс. экз. — составление (совместно с Г. Левкодимовым, Г. Фирсовой), предисловие.
- «Пьесы», М. — Саров, 2005 г. 258 с., 200 экз.
- «Полтинник пять», М., «Марина», 2009 г. 384 с., 400 экз. — ISBN 978-5-903728-17-6
- «Вышедшее из невошедшего», М., «Марина», 2009 г. 464 с., 400 экз.- ISBN 978-5-903728-14-5
- «Самые смешные рассказы», М., «Астрель», 2010 г., 512 с., 3 тыс. экз. — составление (совместно с В. Георгиевым), предисловие. — ISBN 978-5-271-27016-1; 978-5-7390-2450-3
- «Поворот на Закидоновку», Смоленск: «Свиток», 2017 г., 728 с., 500 экз. — ISBN 978-5-600-01664-4

### Филателия
- «Ошибки на знаках почтовой оплаты», ИТЦ «Марка», 2006 г. 80 с., 3 тыс. экз.
- «Местные выпуски Российской Федерации, стран СНГ и Прибалтики 1991—1995», ИТЦ «Марка», т. 1 — 2007 г., т. 2 («Фальсификаты и фантастика») — 2008 г. 80 с., по 3 тыс. экз.
- «Популярный филателистический словарь. т. 1», ИТЦ «Марка», 2009 г. 80 с., 3 тыс. экз.
- Каталог Государственных знаков почтовой оплаты 1845—2012" (8 томов). Федеральное агентство связи / ИТЦ «Марка», 2009—2012 гг., по 3 тыс. экз. — составление (совместно с В. И. Пищенко, В. Ю. Соловьёвым, В. А. Якобсом).
- «100 великих почтовых марок», М., «Вече», 2020 г., 400 с.: ил., 1200 экз. — ISBN 978-5-4484-1803-7